# Montesusín
Montesusín (contracción de Monte Susín) es un pueblo que surge de la colonización durante la construcción del canal de los Monegros. Pertenece al municipio de Grañén, en la  provincia de Huesca y situado en la comarca de Los Monegros. Fue fundado y diseñado en 1958 por el Instituto Nacional de Colonización durante el  régimen fraquista. Al pueblo llegaron 88 colonos de diversos pueblos cercanos e incluso de otras provincias y comunidades.

## Festividades
A lo largo del año se celebran diferentes festividades como la del 15 de mayo San Isidro Labrador o  el 24 de septiembre en honor a la patrona,  la Virgen de la Merced. Entre diferentes actividades cabe destacar "la recogida de tortas" y otros juegos tradicionales de Aragón.
Destacar de su conjunto urbanístico la parroquia de Nuestra Señora de la Merced, construida en el siglo XX según el estilo colonial de esta época, con exterior en ladrillo caravista.
El pueblo cuenta además de un bar, con unas piscinas, un parque, una pista de tenis, otra de pádel, un campo de fútbol, las escuelas y un salón de festejos.

## Celebridades
Montesusín es conocido por su buena gente y honradez, siendo ejemplo de esto una vecina que, sin pensarlo dos veces, decidió hacer lo correcto al entregar una cartera con más de 2000€ a la policía. La Policía Nacional elogio el comportamiento ejemplar de la ciudadana, convirtiéndose así en un orgullo para Montesusín.